# Jackson and His Computer Band
Jackson and His Computer Band is een IDM-artiest die in werkelijkheid Jackson Fourgeaud heet; een in 1979 geboren composer uit Parijs met een contract bij Warp Records.
Zijn muziekstijl wordt omschreven als "a style orgy, a psychedelic celebration of conflict." ("Een stijlorgie, een psychedelische viering van conflict.") Jackson and His Computer Band bracht in 2005 het eerste album "Smash" uit.

## Uitspraak
- "Ik wil ten minste vier totaal verbazingwekkende albums maken."[bron?]